# دافيد يورشينكو
دافيد يورشينكو (الروسية: Юрченко, Давид Викторович) (27 مارس 1986 بعشق آباد في تركمانستان - ) هو لاعب كرة قدم روسي في مركز حراسة المرمى. لعب مع أنجي محج قلعة ودينامو مينسك ونادي أوفا ونادي كريليا سوفيتوف سامارا ونادي لييباياس ميتالورغس وFC Volgar Astrakhan ‏ ونادي موردوفيا سارانسك وFC Titan Klin ‏.

## وصلات خارجية
- دافيد يورشينكو على موقع الاتحاد الدولي (مؤرشف)  (الإنجليزية)
- دافيد يورشينكو على موقع الاتحاد الأوربي (الإنجليزية)
- دافيد يورشينكو على موقع قاعدة بيانات كرة القدم.إي يو (الإنجليزية)
- دافيد يورشينكو على موقع ناشيونال فوتبول تيمز (الإنجليزية)
- دافيد يورشينكو على موقع Soccerway.com (الإنجليزية)
- دافيد يورشينكو على موقع عالم كرة القدم.نت (الإنجليزية)

{{شريط تصفح تشكيلة فريق كرة قدم
|الاسم=
|اسم الفريق= بيونيك يريفان
|القائمة=
- 2 أليماو
- 3 Nikos Kenourgios [الإنجليزية]‏
- 4 أودو
- 6 Juninho (footballer, born July 1995) [الإنجليزية]‏
- 7 مالاكيان
- 8 Gevorg Tarakhchyan [الإنجليزية]‏
- 9 Matas Vareika [الإنجليزية]‏
- 10 مورينو
- 11 Joël Bopesu [الإنجليزية]‏
- 13 Daniyel Agbalyan [الإنجليزية]‏
- 15 كوفالينكو
- 16 أفاغيان
- 17 Petrosayan
- 18 Hovhannisyan
- 19 Metoyan

{{لاعب تشكيلة فريق كرة قدم|الرقم=20|الاسم=Villela
{{لاعب تشكيلة فريق كرة قدم|الرقم=21|الاسم=Galstyan
- 22 Islamović
- 23 غونسالفيس
- 25 كوليكوف
- 26 ملجكوفيتش
- 30 Polyanski
- 33 أوكانسي
- 35 Alekyan
- 71 Stanislav Buchnev [الإنجليزية]‏
- 76 Almeida
- 77 Buhari
- 79 فاكولنكو
- 99 Marius Noubissi [الإنجليزية]‏
- مدرب: Yegishe Melikyan [الإنجليزية]‏